# Vernonia urticifolia
Vernonia urticifolia là một loài thực vật có hoa trong họ Cúc. Loài này được A.Rich. miêu tả khoa học đầu tiên năm 1848.